# Mitmischen.de
mitmischen.de ist das Jugendportal des Deutschen Bundestages, das sich an Jugendliche ab zwölf Jahren richtet. Die Internetseite informiert jugendgerecht über das deutsche Parlament und seine Abgeordneten. Die Ziele der Internetseite sind die Förderung des Verständnisses für parlamentarische Prozesse und die Motivation zur politischen Beteiligung von Jugendlichen.

## Geschichte
Das Jugendportal mitmischen.de ist 2004 mit der Grundidee gestartet worden, Jugendliche an politische Themen heranzuführen und den Dialog zwischen Abgeordneten und jungen Menschen zu fördern. Die letzte Überarbeitung von Struktur, Design und Navigation erfolgte im August 2023. Seitdem ist die Seite barrierefrei. Zu den Inhalten gehören Erklärvideos, Infografiken und Liveübertragungen von Debatten. Die Redaktion bindet Jugendliche in den redaktionellen Prozess ein. Sie schreiben Beiträge für Gleichaltrige und werden von einer erfahrenen Redaktion angeleitet. Die Gesamtverantwortung liegt beim Referat Online-Dienste, Parlamentsfernsehen des Deutschen Bundestages.

## Inhalt
Das Jugendportal bietet unter anderem folgende Inhalte:
- Informationen über die Aufgaben, Arbeitsweise und Geschichte des Deutschen Bundestages
- Berichterstattung zu aktuellen Bundestagsdebatten und wichtigen Ausschusssitzungen.
- Hinweise auf spezielle Aktionen und Angebote des Bundestages für Jugendliche, wie Auslandsstipendien, Ausbildungsmöglichkeiten und Praktika im Bundestag
- Erklärungen komplexer parlamentarischer Prozesse
- ein Lexikon mit parlamentarischen Begriffen
- Erklärvideos
- Blogbeiträge von Austauschschülern des Parlamentarischen Patenschafts-Programms (PPP)
- Quizze und Gewinnspiele zu parlamentarischen Themen
- Informationen über aktuelle E-Petitionen
- E-Mail-Newsletter für weiterführende Schulen